# Mikołaj Ratajczak
Mikołaj Ratajczak (ur. 22 października 1997) – polski koszykarz, występujący na pozycji rzucającego obrońcy. 
2 lipca 2020 został zawodnikiem MKS-u Dąbrowy Górniczej. 12 maja 2021 przedłużył umowę z klubem.

## Osiągnięcia
Stan na 23 października 2021, na podstawie, o ile nie zaznaczono inaczej.

### Drużynowe
Seniorskie
- Wicemistrz Polski (2019)[4]
- Zdobywca Superpucharu Polski (2018)[5]
- Finalista Pucharu Polski (2020)[6]
- Uczestnik:
  - rozgrywek Ligi Mistrzów FIBA (2019/2020)
  - kwalifikacji do Ligi Mistrzów (2018/2019, 2019, 2020)
- Awans do I ligi ze Śląskiem Wrocław (2017)

Młodzieżowe
- Mistrz Polski juniorów starszych (2017)
- Uczestnik mistrzostw Polski:
  - juniorów:
    - starszych (2016, 2017)
    - 2015

  - kadetów (2013)